# 325
Acontecimentos
- 20 de Maio - Primeiro Concílio de Niceia - primeiro Concílio ecuménico da Igreja Cristã: o "credo niceno-constantinopolitano" é formulado e o cálculo do dia da Páscoa é discutido. O Arianismo é abolido. A Igreja confirma a doutrina da Trindade.
- Os combates de Gladiadores são proibidos no Império Romano.
- A Igreja da Natividade é construída em Belém.
- Jin Cheng Di sucede a Jin Ming Di como imperador da China.

Nascimentos
- Procópio, usurpador do Império Romano em 365 (a data do seu nascimento é apenas aproximada).
- Amiano Marcelino, historiador romano, (data aproximada).

Mortes
- Jin Ming Di, imperador da China.
- Morre Iamblicus aos 75 anos.